# Die Päpstin – Das Musical

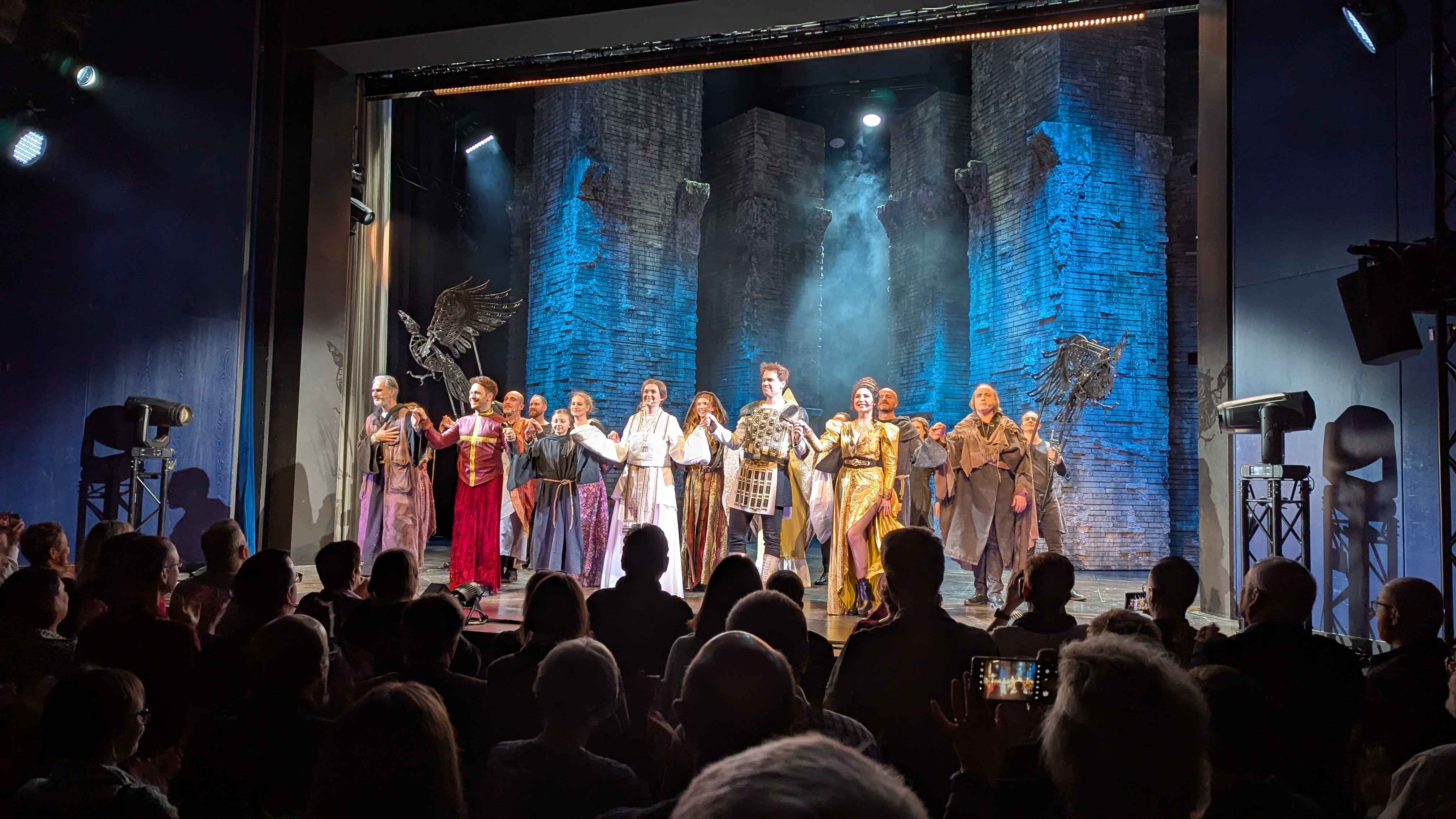
Ensemble und Bühnenbild nach einer Vorstellung im Theater Hameln (2024)

Die Päpstin ist ein Musical des deutschen Komponisten Dennis Martin, basierend auf Donna Woolfolk Cross’ historischen Roman Die Päpstin, der den literarischen Stoff der Legende der Päpstin Johanna verarbeitet.

## Hintergrund
Die Entwickler und Veranstalter des Musicals Die Päpstin, die Spotlight Musicalproduktion GmbH, erwarben die weltweit ersten Bühnenrechte des 1996 erschienenen Romans von der US-amerikanischen Autorin Donna Woolfolk Cross.
Erste Songs sowie einige Darsteller, u. a. Sabrina Weckerlin in der Titelrolle, wurden der Öffentlichkeit bei einer Pressekonferenz im Marmorsaal des Fuldaer Stadtschlosses am 1. September 2010 vorgestellt. Im Januar 2011 präsentierte die Spotlight Musicalproduktion GmbH im Fuldaer S-Club vor geladenen Sponsoren und Pressevertretern in größerer Besetzung weitere Szenen und Nummern aus dem Stück. Im darauffolgenden März bewarb die Produktionsgesellschaft die bevorstehende Uraufführung mit einer Promotiontour durch mehrere deutsche Städte, bei der weitere Ausschnitte des Stücks von Teilen der späteren Originalbesetzung einem größeren Publikum dargeboten wurden. Donna Cross selbst begleitete diese Tour.
Das Musical wurde am 3. Juni 2011 im Schlosstheater in Fulda uraufgeführt. Es handelte sich um eine Co-Produktion mit dem Brünner Stadttheater, dessen Werkstätten Kulissen, Kostüme und Requisiten für die Produktion in Hinblick auf eine spätere Übernahme des Stücks in den eigenen Repertoirebetrieb angefertigt hatten. Die Regie führte der Direktor des Brünner Stadttheaters Stanislav Moša, die Choreografie stammte von Julia Poulet, das Bühnenbild wurde von Christoph Weyers entworfen. Noch vor der Premiere wurde mit der Originalbesetzung eine Studio-CD mit den meisten im Stück enthaltenen musikalischen Nummern aufgenommen, die nach wie vor die einzige umfassendere deutschsprachige Einspielung von Die Päpstin darstellt. Nach 111 Vorstellungen und 73.000 Zuschauern endete die Spielzeit 2011 am 14. August 2011.
Am 2. Februar 2012 war Die Päpstin erstmals auf Tschechisch am Brünner Stadttheater zu sehen, wobei zum ersten Mal bei diesem Stück ein Live-Orchester zum Einsatz kam. Die Titelrolle spielte Hana Holišová. Auch wurde eine CD-Einspielung von der tschechischen Fassung erstellt. Im Anschluss an die erste Spielserie in Brünn wurde das Musical in einer überarbeiteten Fassung erneut im Schlosstheater Fulda und im Theater Hameln aufgeführt. Szenen und Übergänge wurden gestrafft, die Rolle der Heiligen Katharina gestrichen, weitere Umbaumusiken wurden eingefügt und der zweite Akt um ein Quintett (Parasit der Macht – Reprise) ergänzt. In dieser Spielzeit erschien eine Studio-Single-CD mit vier Nummern, gesungen von der alternierenden Besetzung der Johanna, Sophie Berner.
Von Juni bis Juli 2013 wurde das Musical wieder in Fulda aufgeführt und darauffolgend von Anfang bis Mitte September in Hameln gespielt; danach wurde die Produktion nach München transferiert und wurde dort von Mitte bis Ende September 2013 aufgeführt.
Im Januar 2014 gastierte das Brünner Stadttheater mit der eigenen Produktion, jedoch in deutscher Sprache, zusammen mit einigen Gästen der Fuldaer Produktion am Stadttheater Ingolstadt. Später im Jahr 2014 wurde Die Päpstin im Rahmen des Musical Sommers Fulda vom 20. Juni bis 13. Juli erneut aufgeführt.
Am 20. März 2015 hatte das Musical Die Päpstin in neuer Inszenierung (musikalische Leitung: Michael Ellis Ingram, Inszenierung und Choreographie: Iris Limbarth) Premiere am Theater Nordhausen mit Femke Soetenga in der Titelrolle. Die Inszenierung wurde auch in die darauffolgende Spielzeit übernommen. Im Juni und Juli 2015 kam das Musical zudem erneut in Fulda zur Aufführung.
Im Dezember 2017 wurde das Musical für zwölf Vorstellungen in einer Neuinszenierung von Benjamin Sahler in der Gebläsehalle Neunkirchen (Saar) aufgeführt. Anna Hofbauer übernahm hierbei die Rolle der Johanna. Anschließend war die Neuinszenierung für fünf Vorstellungen in Stuttgart zu sehen. Wegen großer Nachfrage wurden in Stuttgart zwei Zusatzvorstellungen gespielt.
Im Sommer 2018 wurde Die Päpstin erneut mit Sabrina Weckerlin in der Titelrolle am Ort der Uraufführung, im Schlosstheater Fulda, aufgeführt.
Am 29. September 2018 kam das Stück zur Erstaufführung in ungarischer Sprache. Die Inszenierung von Iván Hargitai im József Attila Színház in Budapest, die das Musical erstmals in moderner, zeitgenössischer Ausstattung zeigte, stand auch 2019 wieder auf dem Spielplan.
Vom 30. November bis 16. Dezember 2018 war das Stück im Festspielhaus Füssen zu sehen, anschließend wurde die gleiche Produktion vom 27. Dezember 2018 bis 31. Dezember 2018 wieder in der Neuen Gebläsehalle in Neunkirchen (Saar) aufgeführt. Im April 2019 kehrte das Stück für sieben Vorstellungen nach Füssen zurück. Vom 14. Juni bis 6. Juli 2019 wurde die Originalinszenierung in Fulda erneut für 31 Vorstellungen wiederaufgenommen. Aufgrund einer Erkrankung von Sabrina Weckerlin übernahm Isabel Trinkaus kurzfristig die Erstbesetzung der Titelrolle für die gesamte Spielserie.
Vom 10. August bis 2. September 2019 wurde die Füssener Fassung von Die Päpstin erneut im Theaterhaus Stuttgart aufgeführt. Im Dezember 2019 wurde das Stück mit 6 Vorstellungen wieder in Füssen gespielt.
Die Originalinszenierung wurde vom 13. bis zum 31. Dezember 2019 zum dritten Mal in Hameln gezeigt. Bei der vorerst letzten Spielserie dieser Produktion übernahmen Sabrina Weckerlin, Mathias Edenborn, Christian Schöne sowie Marcus G. Kulp erneut die Rollen, die sie bereits in der Uraufführung 2011 gespielt hatten. Ebenfalls aus der Premierenspielserie, jedoch teilweise in anderen Rollen waren Sascha Kurth, Jenny Schlensker, Stephan R. Przywara, Doreen Sommer, Torsten Paul und Jörg Alt zu sehen.
Eine weitere Neuinszenierung des Kolping Musiktheaters unter der Regie von Michael Schaumann hatte am 14. Februar 2020 im CongressCentrum Stadtgarten in Schwäbisch Gmünd Premiere. Für die kurzfristig erkrankte Tina Haas in der Titelrolle sprang in den ersten Vorstellungen Misha Kovar ein.
Im Februar 2022 wurde nach coronabedingter Pause das Stück erneut im Festspielhaus Neuschwanstein mit 7 Vorstellungen vom 11. bis zum 20. Februar gespielt. Als Johanna trat Kristin Backes auf, da die an Corona erkrankte Misha Kovar nicht spielen konnte; als Gerold war Patrick Stanke zu sehen.
Vom 6. bis zum 10. April wurde die Füssener Fassung im Rahmen eines Gastspiels nach dreimaliger Verschiebung im Deutschen Theater in München gespielt. Als Johanna waren Misha Kovar in Erstbesetzung und Kristin Backes zu sehen. Für den als Gerold geplanten Matthias Stockinger sprang Patrick Stanke krankheitsbedingt ein. Im Herbst 2022 ebenfalls im Deutschen Theater München und im Winter im Festspielhaus Neuschwanstein war Misha Kovar als Johanna zu sehen. In folgenden Spielzeit im Festspielhaus Neuschwanstein war Uwe Kröger als Aeskulapius und Misha Kovar Als Johanna auf der Bühne.

## Besetzungen
| Fulda 2011 (Uraufführung) | Fulda 2011 (Uraufführung)                                    |
| ------------------------- | ------------------------------------------------------------ |
| Johanna (Päpstin)         | Sabrina Weckerlin (Alexandra Farkic, Eveline Suter)          |
| Gerold                    | Mathias Edenborn (Dennis Henschel, Nikolas Gerdell)          |
| Anastasius                | Christian Schöne (Niklas-Philipp Gertl, Sascha Kurth)        |
| Gudrun/Marioza            | Isabel Dörfler (Alexandra Farkic, Petra Roth, Eveline Suter) |
| Rabanus/Fulgentius        | Dietmar Ziegler (Nikolas Gerdell)                            |
| Richild                   | Eveline Suter (Alexandra Farkic, Tabea Grün)                 |
| Aeskulapius               | Daniele Nonnis (Nikolas Gerdell)                             |
| Arsenius                  | Jogi Kaiser (Nikolas Gerdell)                                |
| Johannas Vater/Papst      | Norbert Conrads (Nikolas Gerdell, Marcus G. Kulp)            |
| Lothar/Thomas             | Marcus G. Kulp (Nikolas Gerdell, Sascha Kurth)               |
| Johannes                  | Matthias Bollwerk                                            |
| Raben                     | Niklas-Philipp Gertl, Yasuko Kayamori                        |
| Katharina                 | Evita Komp                                                   |

| Brünn 2012–2014   | Brünn 2012–2014                    |
| ----------------- | ---------------------------------- |
| Johanna (Päpstin) | Hana Holišová / Svetlana Janotová  |
| Gerold            | Petr Gazdík / Robert Jícha         |
| Anastasius        | Aleš Slanina                       |
| Gudrun            | Johana Gazdíkoví / Ivana Vaňková   |
| Marioza           | Tereza Martinková / Michaela Horká |
| Rabanus           | Milan Němec / Lukáš Vlček          |
| Fulgentius        | Rostislav Gajdoš                   |
| Richild           | Lenka Janíková / Mária Lalková     |
| Aeskulapius       | Ladislav Kolář                     |
| Arsenius          | Igor Ondříček                      |
| Johannas Vater    | Stanislav Slovák                   |
| Lothar            | Alan Novotný / Tomáš Sagher        |
| Thomas            | Jakub Zedníček                     |
| Johannes          | Jakub Przebinda                    |
| Papst Sergius     | Jan Mazák                          |
| Raben             | Dana Hyblerová / Simona Šeligová   |
| Katharina         | Kateřina Krejčová                  |

| Nordhausen 2015/16   | Nordhausen 2015/16                   |
| -------------------- | ------------------------------------ |
| Johanna (Päpstin)    | Femke Soetenga / Tina Haas           |
| Gerold               | Patrick Stanke / Mathias Edenborn    |
| Anastasius           | David Roßteutscher                   |
| Gudrun               | Anja Daniela Wagner                  |
| Marioza              | Anja Daniela Wagner / Désirée Brodka |
| Rabanus/Fulgentius   | Marian Kalus                         |
| Aeskulapius          | Thomas Kohl                          |
| Arsenius             | Christian Venzke / Frank Bahrenberg  |
| Johannas Vater/Papst | Florian Kontschak / Marcus G. Kulp   |
| Lothar               | Michael Beck                         |
| Richild              | Katharina Blum                       |
| Rabe Munin           | Johanna Schnetz                      |
| Rabe Hugin           | Auke Swen                            |

| Neunkirchen (Saar) 2017 | Neunkirchen (Saar) 2017                             |
| ----------------------- | --------------------------------------------------- |
| Johanna (Päpstin)       | Anna Hofbauer (Kristin Backes)                      |
| Gerold                  | Matthias Stockinger (Marcus G. Kulp)                |
| Anastasius              | Sven Fliege (Marcus G. Kulp)                        |
| Gudrun                  | Stefanie Kock (Ann-Kathrin Wurche)                  |
| Marioza                 | Stefanie Kock                                       |
| Rabanus                 | Kevin Tarte (Marcus G. Kulp)                        |
| Aeskulapius             | Uwe Kröger (Frank Bahrenberg, Marcus G. Kulp)       |
| Arsenius                | Alexander Kerbst (Frank Bahrenberg, Marcus G. Kulp) |
| Johannas Vater/Papst    | Wieland Satter (Frank Bahrenberg, Marcus G. Kulp)   |
| Lothar                  | Marcus G. Kulp                                      |
| Ratgar                  | Rouven Wildegger–Bitz (Marcus G. Kulp)              |
| Fulgentius              | Frank Müller                                        |
| Richild                 | Vanessa Wichterich                                  |
| Tanzrabe Munin          | Stefanie Gröning                                    |
| Tanzrabe Hugin          | Vera Horn                                           |

| Stuttgart 2018       | Stuttgart 2018                                              |
| -------------------- | ----------------------------------------------------------- |
| Johanna (Päpstin)    | Anna Hofbauer (Kristin Backes)                              |
| Gerold               | Jan Ammann (Marcus G. Kulp)                                 |
| Anastasius           | Christopher Brose                                           |
| Gudrun/Marioza       | Stefanie Kock                                               |
| Rabanus              | Marcus G. Kulp / Kevin Tarte (04.03./05.03.)                |
| Fulgentius           | Marcus G. Kulp (Frank Müller)                               |
| Aeskulapius          | Uwe Kröger (Frank Bahrenberg)                               |
| Arsenius             | Alexander Kerbst (Frank Bahrenberg)                         |
| Johannas Vater/Papst | Frank Bahrenberg / Marcus G. Kulp (am 04.03. eingesprungen) |
| Lothar               | Benjamin Setz                                               |
| Ratgar               | Rouven Wildegger–Bitz                                       |
| Richild              | Vanessa Wichterich                                          |
| Tanzrabe Munin       | Stefanie Gröning                                            |
| Tanzrabe Hugin       | Vera Horn                                                   |

| Fulda 2018           | Fulda 2018                                          |
| -------------------- | --------------------------------------------------- |
| Johanna (Päpstin)    | Sabrina Weckerlin (Anke Fiedler, Tina Haas)         |
| Gerold               | Mark Seibert / Dennis Henschel (Sascha Kurth)       |
| Anastasius           | Christian Schöne (Lutz Standop, Kristian Lucas)     |
| Gudrun/Marioza       | Anke Fiedler / Larissa Windegger (Jenny Schlensker) |
| Rabanus/Fulgentius   | Lutz Standop (Kristian Lucas)                       |
| Aeskulapius          | Reinhard Brussmann (Daniele Nonnis)                 |
| Arsenius/Ratgar      | Daniele Nonnis (Thomas Christ)                      |
| Johannas Vater/Papst | Sebastian Lohse (Thomas Christ, Sascha Kurth)       |
| Lothar/Thomas        | Olaf Meyer (Michael Beck)                           |
| Richild              | Larissa Windegger (Jenny Schlensker, Caroline Zins) |

| Füssen/Neunkirchen(Saar) 2018 | Füssen/Neunkirchen(Saar) 2018                         |
| ----------------------------- | ----------------------------------------------------- |
| Johanna (Päpstin)             | Anna Hofbauer (Kristin Backes)                        |
| Gerold                        | Jan Ammann / Dennis Henschel / Marcus G. Kulp         |
| Anastasius                    | Dennis Henschel (Christopher Brose)                   |
| Gudrun/Marioza                | Stefanie Kock (Kristin Backes)                        |
| Rabanus                       | Kevin Tarte / Marcus G. Kulp                          |
| Aeskulapius                   | Uwe Kröger (Frank Bahrenberg)                         |
| Arsenius                      | Alexander Kerbst (Frank Bahrenberg)                   |
| Johannas Vater                | Frank Bahrenberg / Marcus G. Kulp (Christopher Brose) |
| Lothar                        | Manuel Scherer                                        |
| Fulgentius/Papst              | Christoph Pabst                                       |
| Richild                       | Katrin Kaysser                                        |
| Tanzrabe Munin                | Stefanie Gröning                                      |
| Tanzrabe Hugin                | Vera Horn                                             |

| Fulda 2019           | Fulda 2019                                                    |
| -------------------- | ------------------------------------------------------------- |
| Johanna (Päpstin)    | Isabel Trinkaus / Anke Fiedler (Caroline Zins)                |
| Gerold               | Mark Seibert / Dennis Henschel (Marcus G. Kulp, Sascha Kurth) |
| Anastasius           | Christian Schöne (Lutz Standop)                               |
| Gudrun               | Caroline Zins (Jenny Schlensker)                              |
| Marioza              | Larissa Windegger (Jenny Schlensker)                          |
| Rabanus/Fulgentius   | Lutz Standop (Leon van Leeuwenberg, Marcus G. Kulp)           |
| Aeskulapius          | Reinhard Brussmann (Leon van Leeuwenberg)                     |
| Arsenius/Ratgar      | Leon van Leeuwenberg (Stephan R. Przywara)                    |
| Johannas Vater/Papst | Andreas Lichtenberger (Leon van Leeuwenberg)                  |
| Lothar/Thomas        | Marcus G. Kulp (Michael Beck)                                 |
| Richild              | Larissa Windegger (Jenny Schlensker, Caroline Zins)           |

| Stuttgart 2019    | Stuttgart 2019                                                       |
| ----------------- | -------------------------------------------------------------------- |
| Johanna (Päpstin) | Sandy Mölling (Kristin Backes)                                       |
| Gerold            | Jan Ammann / Matthias Stockinger / Hannes Staffler                   |
| Anastasius        | Christopher Brose / David Jakobs                                     |
| Gudrun/Marioza    | Stefanie Kock (Stefanie Gröning)                                     |
| Rabanus           | Kevin Tarte / Chris Murray / Felix Martin                            |
| Aeskulapius       | Uwe Kröger (Jens Rainer Kalkmann)                                    |
| Arsenius          | Alexander Kerbst (Sebastian Weber, Raffaele Bonazza)                 |
| Johannas Vater    | Hannes Staffler / Chris Murray / Christopher Brose / Sebastian Weber |
| Lothar            | Raffaele Bonazza (Michael Schneider)                                 |
| Richild           | Stefanie Gröning / Marlou Düster / Alexandra Windholz                |
| Tanzrabe Munin    | Stefanie Gröning / Julia Sophie Ladner                               |
| Tanzrabe Hugin    | Vera Horn                                                            |

| Füssen 2019                    | Füssen 2019                           |
| ------------------------------ | ------------------------------------- |
| Johanna (Päpstin)              | Misha Kovar (Kristin Backes)          |
| Gerold                         | Matthias Stockinger / Hannes Staffler |
| Anastasius                     | Christopher Brose                     |
| Gudrun/Marioza                 | Stefanie Kock (Stefanie Gröning)      |
| Rabanus                        | Kevin Tarte (Jörg Hilger)             |
| Aeskulapius                    | Alexander Kerbst                      |
| Arsenius                       | Sebastian Weber / Lutz Thase          |
| Johannas Vater / Papst Sergius | Robert Kühn / Sebastian Weber         |
| Lothar                         | Michael Thurner                       |
| Richild                        | Stefanie Gröning                      |
| Tanzrabe Munin                 | Marlou Düster                         |
| Tanzrabe Hugin                 | Vera Horn                             |

| Hameln 2019          | Hameln 2019                                                   |
| -------------------- | ------------------------------------------------------------- |
| Johanna (Päpstin)    | Sabrina Weckerlin (Tina Haas, Isabel Trinkaus, Caroline Zins) |
| Gerold               | Mathias Edenborn (Marcus G. Kulp, Sascha Kurth)               |
| Anastasius           | Christian Schöne (Lutz Standop)                               |
| Gudrun               | Caroline Zins (Tina Haas, Jenny Schlensker)                   |
| Marioza              | Larissa Windegger (Tina Haas, Jenny Schlensker)               |
| Rabanus/Fulgentius   | Lutz Standop (Leon van Leeuwenberg, Marcus G. Kulp)           |
| Aeskulapius          | Reinhard Brussmann (Leon van Leeuwenberg)                     |
| Arsenius/Ratgar      | Leon van Leeuwenberg (Marcus G. Kulp, Stephan R. Przywara)    |
| Johannas Vater/Papst | Andreas Lichtenberger (Leon van Leeuwenberg, Sebastian Lohse) |
| Lothar/Thomas        | Marcus G. Kulp (Michael Beck)                                 |
| Richild              | Larissa Windegger (Jenny Schlensker)                          |
| kleine Johanna       | Lisann Mehnen, Deborah Steckel, Mia Gresitza                  |
| kleiner Johannes     | Laurin Bode, Hendrik Stuckmeier, William Heise                |

| Schwäbisch Gmünd 2020 | Schwäbisch Gmünd 2020   |
| --------------------- | ----------------------- |
| Johanna (Päpstin)     | Misha Kovar / Tina Haas |
| Gerold                | Dennis Henschel         |
| Anastasius            | Marc Trojan             |
| Aeskolapius           | Kevin Tarte             |
| Marioza               | Michaela Schober        |
| Rabanus               | Simon Ihlenfeldt        |
| Arsenius/Ratgar       | Leon van Leeuwenberg    |
| Johannas Vater        | Sebastian Lohse         |
| Lothar                | Wolfgang Schultes       |
| kleine Johanna        | Lara Maria Gehrung      |
| junger Johannes       | Valentin Schaumann      |
| Richild               | Melanie Friedrich       |
| Johannes              | Gabriel Nowak           |
| Fulgentius            | Christian Unger         |
| Papst Sergius         | Herbert Schmid          |

| Füssen 2022 (Februar)      | Füssen 2022 (Februar)             |
| -------------------------- | --------------------------------- |
| Johanna (Päpstin)          | Kristin Backes                    |
| Gerold                     | Patrick Stanke                    |
| Anastasius                 | Christopher Brose                 |
| Aeskulapius                | Uwe Kröger                        |
| Arsenius                   | Chris Murray / Lutz Thase         |
| Marioza                    | Anke Fiedler / Tamara Peters      |
| Rabanus                    | Kevin Tarte / Chris Murray        |
| Ratgar                     | Daniel Mladenov                   |
| Fulgentius / Papst Sergius | Jens Rainer Kalkmann              |
| Lothar                     | Philipp Sattelberger              |
| junge Johanna              | Romy Amberg / Annika Ludwig       |
| junger Johannes            | Felix Lang / Sebastian Präg       |
| Richild                    | Stefanie Gröning / Franziska Wüst |
| Johannas Vater             | Christian Schöne                  |
| Johannas Mutter            | Andrea Jörg / Stefanie Gröning    |
| Raben                      | Karin Paulsburg / Nina Treiber    |
| Statuen                    | Daniel Mladenov / Madeleine Haipt |

| München 2022 (April)       | München 2022 (April)                           |
| -------------------------- | ---------------------------------------------- |
| Johanna (Päpstin)          | Misha Kovar (Kristin Backes)                   |
| Gerold                     | Patrick Stanke                                 |
| Anastasius                 | Christian Schöne                               |
| Aeskulapius                | Kevin Tarte                                    |
| Arsenius                   | Chris Murray                                   |
| Marioza                    | Tamara Peters                                  |
| Rabanus                    | Felix Martin / Chris Murray                    |
| Ratgar                     | Daniel Mladenov                                |
| Fulgentius / Papst Sergius | Jens Rainer Kalkmann                           |
| Lothar                     | Philipp Sattelberger                           |
| junge Johanna              | Romy Amberg / Christina Lubich / Annika Ludwig |
| junger Johannes            | Noah von Rom / Felix Lang / Sebastian Präg     |
| Richild                    | Stefanie Gröning                               |
| Johannas Vater             | Marc Trojan                                    |
| Johannas Mutter            | Stefanie Gröning                               |
| Raben                      | Julia Sophie Ladner / Karin Paulsburg          |
| Statuen                    | Madeleine Haipt / Daniel Mladenov              |

| Johanna (Päpstin)                      | Julia Steingaß                                      |
| Gerold                                 | Sascha Stead                                        |
| Anastasius                             | Robert Schmelcher                                   |
| Arsenius/Rabanus                       | Bruno Grassini                                      |
| Aeskulapius und andere                 | Nikolas Knauf                                       |
| Gudrun und andere                      | Silvia Heil                                         |
| Vater/Ratgar und andere                | Markus Angenvorth                                   |
| Richild/Livia                          | Anni Heiligendorff                                  |
| Marioza und andere                     | Silke Hartstang                                     |
| Hebamme / Appolonia und andere         | Felicitas Hadzik                                    |
| Theodorus / Lothar / Thomas und andere | Fabian von Herman                                   |
| Papst Sergius / Fulgentius             | Christian Vitu                                      |
| Klosterschüler / Novize / Hofmarschall | Jule Menzel                                         |
| junge Johanna                          | Annika Ramm                                         |
| Johannes                               | Lennart Reinelt                                     |
| Ensemble                               | Anni Reif, Manfred Scherer, Yelyzaveta Turchanovych |

| München 2022 (16.11.2022 – 20.11.2022) | München 2022 (16.11.2022 – 20.11.2022) |
| -------------------------------------- | -------------------------------------- |
| Johanna (Päpstin)                      | Misha Kovar                            |
| Gerold                                 | Patrick Stanke                         |
| Anastasius                             | Christian Schöne                       |
| Aeskulapius                            | Kevin Tarte                            |
| Arsenius                               | Chris Murray                           |
| Marioza                                | Tina Haas                              |
| Rabanus                                | Felix Martin                           |
| Ratgar                                 | Daniel Mladenov                        |
| Fulgentius / Papst Sergius             | Jens Rainer Kalkmann                   |
| Lothar                                 | Philipp Sattelberger                   |
| junge Johanna                          | Christina Lubich, Jamilia Riedel       |
| junger Johannes                        | Sebastian Präg, Noah von Rom           |
| Richild                                | Stefanie Gröning                       |
| Johannas Vater                         | Marc Trojan                            |
| Johannas Mutter                        | Stefanie Gröning                       |
| Raben                                  | Nina Treiber, Julia Ladner             |
| Statuen                                | Madeleine Haipt / Daniel Mladenov      |

| Füssen 2022 (23.12.2022 – 01.01.2023) | Füssen 2022 (23.12.2022 – 01.01.2023) |
| ------------------------------------- | ------------------------------------- |
| Johanna (Päpstin)                     | Misha Kovar                           |
| Gerold                                | Hannes Staffler                       |
| Anastasius                            | Christian Schöne                      |
| Aeskulapius                           | Chris Murray                          |
| Arsenius                              | Alexander Kerbst                      |
| Marioza                               | Henriette Schreiner                   |
| Rabanus                               | Felix Martin                          |
| Ratgar                                | Daniel Mladenov                       |
| Fulgentius / Papst Sergius            | Jens Rainer Kalkmann                  |
| Lothar                                | Philipp Sattelberger                  |
| junge Johanna                         | Christina Lubich, Jamilia Riedel      |
| junger Johannes                       | Sebastian Präg, Noah von Rom          |
| Richild                               | Franziska Wüst                        |
| Johannas Vater                        | Marc Trojan                           |
| Johannas Mutter                       | Stefanie Kock                         |
| Raben                                 | Nina Treiber, Saskia Scherer          |
| Statuen                               | Madeleine Haipt / Daniel Mladenov     |

| Füssen 2023 (25.11.2023 – 28.01.2024) | Füssen 2023 (25.11.2023 – 28.01.2024) |
| ------------------------------------- | ------------------------------------- |
| Johanna (Päpstin)                     | Misha Kovar                           |
| Gerold                                | Florian Soyka                         |
| Anastasius                            | Christian Schöne                      |
| Aeskulapius                           | Uwe Kröger                            |
| Arsenius                              | Chris Murray                          |
| Marioza                               | Henriette Schreiner                   |
| Rabanus                               | Felix Martin                          |
| Ratgar                                | Alexander Kerbst                      |
| Fulgentius / Papst Sergius            | Jens Rainer Kalkmann                  |
| Lothar                                | Michael Thurner                       |
| junge Johanna                         | Frida Kotissek                        |
| junger Johannes                       | Gabriel Kotsevski                     |
| Richild                               | Stefanie Gröning                      |
| Johannas Vater                        | Oliver Sekula, Marc Trojan            |
| Johannas Mutter                       | Stefanie Gröning                      |
| Raben                                 | Anna Martens, Alina Groder            |
| Statuen                               | Madeleine Haipt / Michael Thurner     |

| Fulda 2024 (31.05.2024 – 04.08.2024) | Fulda 2024 (31.05.2024 – 04.08.2024)                               |
| ------------------------------------ | ------------------------------------------------------------------ |
| Johanna (Päpstin)                    | Sabrina Weckerlin (Lina Gerlitz alternierend; Lea-Katharina Krebs) |
| Gerold                               | Mathias Edenborn (Sascha Kurth alternierend; Dennis Henschel)      |
| Anastasius                           | Christof Messner                                                   |

| Füssen 2025 (21.02. – 09.03.2025) | Füssen 2025 (21.02. – 09.03.2025)                |
| --------------------------------- | ------------------------------------------------ |
| Johanna (Päpstin)                 | Misha Kovar, Henriette Schreiner, Kristin Backes |
| Gerold                            | Hannes Staffler                                  |
| Anastasius                        | Marc Trojan                                      |
| Arsenius                          | Chris Murray                                     |
| Marioza                           | Anke Fiedler, Henriette Schreiner                |
| Rabanus                           | Felix Martin                                     |
| Ratgar                            | Alexander Kerbst                                 |
| Fulgentius / Papst Sergius        | Jens Rainer Kalkmann                             |
| Richild                           | Stefanie Gröning                                 |
| Johannas Vater                    | Oliver Sekula                                    |
| Johannas Mutter                   | Stefanie Gröning                                 |
|                                   |                                                  |
|                                   |                                                  |
|                                   |                                                  |
|                                   |                                                  |
|                                   |                                                  |

## Lieder Originalcast 2011
| - Per Mulierem Culpa Successit (Prolog) - Boten der Nacht - Zum Ruhme der Familie (Intro) - Wechselbalg - Im Namen des Herrn - Jahrmarkt in St. Denis | - Wehrlos - Parasit der Macht - Wer bin ich, Gott? - Hinter hohen Klostermauern - Die Cäsarin von Rom - Ewiges Rom | - Einsames Gewand - Ewiges Rom (Reprise) - Ein Traum ohne Anfang und Ende - Das bin ich - Zum Ruhme der Familie 2 - Papa Populi (Finale) |

## Diskografie
- 2011: Original Cast-Aufnahme der Welturaufführung (18 Titel)
- 2012: Original Hameln-Cast Single (4 Titel)
- 2012: Papežka Tschechische Cast-Aufnahme (18 Titel)